# Чернов, Михаил Юрьевич (пловец)
Михаил Юрьевич Чернов — российский пловец в ластах, заслуженный мастер спорта России.

## Карьера
В 1988 году победил на первом чемпионате мира в Париже на дистанции 8000 м, на дистанции 3000 метров уступил Михаилу Калужскому.
Чемпион и многократный призёр чемпионатов Европы, многократный призёр чемпионатов мира.